# 삼양초등학교 (제주)
제주삼양초등학교는 대한민국 제주특별자치도 제주시 삼양2동에 있는 공립 초등학교이다.

## 학교 연혁
- 1939년 6월 3일 삼양공립심상소학교설립개교 (1학급)
- 1941년 4월 1일 삼양공립국민학교로 개칭(7학급)
- 1950년 6월 1일 삼양국민학교로 개칭(11학급)
- 1963년 3월 5일 회천분교장 개설
- 1983년 3월 1일 특수학급 1학급 인가
- 1984년 2월 27일 병설유치원 1학급 인가
- 1995년 2월 28일 급식소(90평), 화장실 2동(15평) 신축
- 1996년 3월 1일 삼양초등학교로 교명 개칭
- 1996년 3월 1일 회천분교장 통폐합
- 1998년 3월 1일 19학급 인가, 17개교실 개축, 컴퓨터실·과학실 신축
- 2002년 1월 11일 병설유치원 2학급 인가(증설1)
- 2002년 12월 23일 교원 평의실(1) 및 교원 연수실(2) 증축, 유치원 교실 대수선 공사
- 2003년 12월 1일 운동장 관람석 비가림 시설
- 2004년 1월 13일 5개교실 및 계단, 화장실(2실) 증축
- 2006년 2월 10일 3개 교실 증축 및 다목적 강당 준공
- 2006년 4월 1일 다목적 강당(청운관) 개관
- 2006년 9월 13일 유치원 2개 교실 증축
- 2006년 12월 11일 도서관 신축
- 2007년 9월 17일 과학실 리모델링
- 2007년 11월 23일 공한지 공원 조성
- 2008년 2월 2일 우천도로 보수
- 2010년 1월 30일 운동장 체육시설 교체(미끄럼틀 외 7종)
- 2010년 11월 9일 4.3 순직교직원 한글 추모비 건립
- 2011년 2월 1일 안전강화 학교 경비실 신축 공사
- 2011년 5월 12일 동관 10개 교실 개축 공사 완료
- 2016년 12월 3일 삼양 윈드오케스트라 창단 연주회
- 2017년 2월 10일 제73회 졸업(총9,938명)
- 2017년 3월 1일 31학급 인가(특수학급 포함)
- 2017년 9월 1일 제31대 박영효 교장 부임
- 2018년 8월 27일 과학실 리모델링
- 2019년 1월 9일 제 75회 졸업식(총 10,199명)
- 2019년 3월 1일 제32대 강남철 교장선생님 부임
- 2019년 3월 1일 체육교육 연구학교 운영(1년)
- 2019년 3월 1일 36학급 인가(특수학급 포함)

## 참고 자료
- 삼양초등학교 - 한국교육학술정보원 학교알리미